# آووگادرو ۱۲۲۹۴
سیارک ۱۲۲۹۴ (به انگلیسی: 12294 Avogadro، نامگذاری:1991PQ2) دوازده هزار و دویست و نود و چهارمین سیارک کشف شده‌است که در ۲ اوت ۱۹۹۱ کشف شد.
قدر مطلق سیارک برابر ۱۷.۰ است.